# Jemmapes (Schiff, 1895)
Die Jemmapes war ein Küstenpanzerschiff der französischen Marine und neben der Valmy eines der beiden Schiffe der Valmy-Klasse, die 1895 in Dienst gestellt wurden. Benannt wurde sie nach dem Austragungsort der Schlacht von Jemappes, dem von 1795 bis 1814 zum gleichnamigen französischen Département gehörenden Dorf Jemmapes in der heutigen belgischen Provinz Hennegau.
Es handelte sich ähnlich wie bei der deutschen Siegfried-Klasse um einen in Zeiten konzeptioneller Unsicherheit entwickelten Schiffstyp, der sich insbesondere im Vergleich zu den wendigen Torpedobooten im küstennahen Bereich nicht bewährte und daher das Ende einer Entwicklungslinie markierte.

## Konstruktion
Großen Einfluss auf die Flottenpolitik der europäischen Mächte (insbesondere auch auf Deutschland) übten um 1890 die Schriften des amerikanischen Marineoffiziers und Militärhistorikers Alfred Thayer Mahan aus, der die Kriege des 17. bis 19. Jahrhunderts untersuchte und daraus ableitete, dass nur eine große Seemacht Entscheidungsschlachten erzwingen und Blockaden verhindern könne. Die Jeune École der französischen Marine teilte diese Position nicht. Sie erkannte, dass Frankreich bei jedem Rüstungswettlauf mit dem hochindustrialisierten England unterlegen sein würde und nie eine ähnliche Seemacht wie die Royal Navy aufbauen könnte. Frankreich würde daher eine Kontinentalmacht mit einer relativ kleinen Marine bleiben, die sich (im europäischen Bereich) auf die Abschreckung und Küstenverteidigung beschränken solle. Dafür wurden seit den 1870er Jahren kleine, relativ billige, aber stark bewaffnete und mit Rammsporn versehen Küstenverteidigungsschiffe mit begrenzter Reichweite wie die 1872 in Dienst gestellte Bélier-Klasse mit ihren 240-mm-Geschützen konzipiert. In den folgenden Jahren wurden diese Einheiten immer größer ausgelegt, stärker bewaffnet und mit Brustwehren bzw. Barbetten besser geschützt.
Ebenso wie die Einheiten der Bouvines-Klasse (Bouvines, Amiral Tréhouart, 1892), die für den Ärmelkanal und die Biskaya-Küste entworfen wurden, bildeten die beiden recht ähnlichen, jedoch für das Mittelmeer konzipierten Einheiten der Valmy-Klasse einen Typ schwer bewaffneter Küstenpanzerschiffe, die kleinen Schlachtschiffen der Pre-Dreadnought-Zeit ähnelten. Die Panzerung und die Hauptbewaffnung der Valmy-Klasse wurden gegenüber der Bouvines-Klasse mit ihren beiden 305-mm-Geschützen noch einmal verstärkt. Sie bestand nun aus zwei 340-mm-Geschützen des Modells 1887 in Einzeltürmen vorn und achtern. Hinzu kamen zahlreiche Schnellfeuerkanonen unterschiedlichen Kalibers. Deck und Bug waren anders als bei der Bouvines-Klasse, aber ähnlich wie bei früheren Küstenpanzerschiffen der Bélier-Klasse seitlich und nach vorn herabgezogen und besaßen die Form einer Schildkröte („Schildkrötenpanzerung“). Der tief im Wasser liegende Rumpf endete in einem Sporn. Die Geschwindigkeit wurde bei schwerem Wetter drastisch reduziert, da der Bug tief in die See eintauchte. Die Angaben zur Reichweite variieren stark zwischen 3900 sm (7200 km) bei 10 kn und 1700 sm (3100 km) bei 10 kn.

## Einsatz und Verbleib
Kommandant der Jemappes war 1896–98 der spätere Vizeadmiral Henri-Louis Manceron. 1900 kam das Schiff zum Mittelmeergeschwader und nahm an großen Manövern teil, wobei ein Angriff auf Mers-el-Kébir simuliert wurde. Infolge der französisch-britischen Annäherung nach 1906 kam es zu einer Art Arbeitsteilung zwischen den beiden Mächten. Während die Royal Navy den Ärmelkanal sicherte, zog sie einige Schiffe aus dem Mittelmeer ab, deren Funktion Frankreich übernahm. Die Jemmapes wurde (wie die Valmy) 1910 aus der Liste der Schiffe gestrichen, aber erst 1927 zum Abwracken verkauft. Ihre Kanonen wurden im Ersten Weltkrieg als Eisenbahngeschütze verwendet.